# Des paroles et des hommes
Des paroles et des hommes est une collection des éditions Desclée de Brouwer, créée en 2011. 
Elle publie et diffuse des textes de conférences prononcés dans des cercles restreints (par définition) et rarement proposés dans leur intégralité sous une forme-livre qui puisse se conserver. Il s’agit d’associer un nom, un sujet et un moment. 
Dirigée par Christophe Mory, Des Paroles et des hommes propose des textes courts qu’on lit en une heure, et qui apportent un éclairage nouveau sur bien des sujets. 
Premiers titres : Le temps revient, formes élémentaires de la postmodernité (Michel Maffesoli), Qu’est-ce qu’avoir du pouvoir ? (Charles Pépin), L’Énigme du mal ou la colère de Jupiter (Paul Clavier), La Sexualité, les jeunes et leurs parents (Pierre Panel), De l’Éthique ou du choix de l’homme (Bernard Debré).